# Rue de Lappe
La Rue de Lappe o Calle de Lappe es una vía del distrito XI de París, perpendicular a la Calle de la Roquette y continuación de la Calle Daval.  

## Historia
La calle recibe su nombre del jardinero Gérard de Lappe, propietario original de los terrenos sobre los que fue trazada. Esta zona antaño periférica de la ciudad, próxima a la fortaleza de la Bastilla, estaba entonces dedicada al cultivo de hortalizas y de frutales. Otros nombres que recibe la calle en el siglo XVIII son Rue de Lape (sic, por error), Rue de Naples (de Nápoles) o incluso Rue Gaillard, del nombre del abad que fundó en esa calle una pequeña comunidad eclesiástica en la que se enseñaba a leer a los niños pobres del barrio de San Antonio.
A partir del siglo XVIII numerosos artesanos trabajadores de objetos en metal (sobre todo caldereros) se instalaron en la calle, y en particular en la Cour Saint-Louis (Patio San Luis). Estos provenían principalmente de Auvernia y comenzaron a reclamar su permanencia en el barrio de San Antonio en 1734. Según la descripción que hace de ella la Revue de Paris:

Esta Calle de Lappe está oxidada como una vieja cacerola; se respira el cardenillo y el polvo del óxido. En el interior de las tiendas se ven niños que bailan en el fondo de los calderos, mujeres jóvenes sentadas sobre montones de clavos, y obreros que almuerzan sobre yunques. El cobre está allí, el oro en Auvernia. Caldereros según la enseña, son, en realidad, compradores y revendedores de hábitos, de libros, de viejos muebles, de casas tambaleantes, de barcos podridos, de viejos hierros.
Léon Gozlan

A partir de 1880 comenzaron a aparecer en la calle los bares donde se bailaba el bal-musette, una música basada en instrumentos como la gaita y el oboe pícolo (musette, en francés), aunque éstos fueron progresivamente reemplazados por el acordeón a principios del siglo XX. Los bailes típicos del Macizo Central, como la bourrée típica de Auvernia, fueron también cambiados por otros más modernos como el tango, el vals o el paso doble. La calle también comienza a ser frecuentada por nuevos personajes, llamados apaches (los hombres) o gigolettes (las mujeres), juzgados de mala reputación. Algunos locales de bal-musette eran también frecuentados por homosexuales, como los de Les Trois Colonnes y, sobre todo, los de Chez Bousca (antes, en el número 13 de la calle). En estos bares se mezclaban hombres de aspecto afeminado con un público de prostitutas y matones.
En los años 1930, la Rue de Lappe se convierte en el lugar de predilección de los amantes de la java, un baile popular, nacido como reacción al vals, y que también se bailaba al son del acordeón. En la calle había diecisiete bares, y otros cinco se encontraban en el próximo pasaje Thiéré. El Balajo (originalmente Bal à Jo, o Baile de Jo, del nombre de su antiguo propietario), abrió en 1936 y festejó sus 75 años en 2011. Otros bares de aquella época eran Le Chalet, La Boule Rouge, Les Barreaux Verts, Le Bal Chambon.
Actualmente la Calle de Lappe sigue siendo el centro de la vida nocturna de la zona de la Bastilla.

## Cultura
El músico, autor e intérprete Francis Lemarque, nacido en el número 51, dio el nombre de esta calle a una de sus canciones: Rue de Lappe, popularizada por Marcel Mouloudji.